# Романо Фольї
Романо Фольї (італ. Romano Fogli, 21 січня 1938, Санта-Марія-а-Монте — 21 вересня 2021) — колишній італійський футболіст, півзахисник. По завершенні ігрової кар'єри — футбольний тренер.
Як гравець насамперед відомий виступами за клуб «Болонья», а також національну збірну Італії.
Чемпіон Італії. Володар Кубка європейських чемпіонів. Володар Міжконтинентального кубка.

## Клубна кар'єра
Вихованець футбольної школи клубу «Торіно». Дорослу футбольну кар'єру розпочав 1955 року в основній команді того ж клубу, в якій провів три сезони, взявши участь у 49 матчах чемпіонату.
Своєю грою за цю команду привернув увагу представників тренерського штабу клубу «Болонья», до складу якого приєднався 1958 року. Відіграв за болонську команду наступні десять сезонів своєї ігрової кар'єри. Більшість часу, проведеного у складі «Болоньї», був основним гравцем команди. За цей час виборов титул чемпіона Італії.
Протягом 1968—1970 років захищав кольори команди клубу «Мілан». За цей час додав до переліку своїх трофеїв титул володаря Кубка європейських чемпіонів та Міжконтинентального кубка.
Завершив професійну ігрову кар'єру у клубі «Катанія», за команду якого виступав протягом 1970—1974 років.

## Виступи за збірну
1958 року дебютував в офіційних матчах у складі національної збірної Італії. Протягом кар'єри у національній команді, яка тривала 10 років, провів у формі головної команди країни лише 13 матчів. У складі збірної був учасником чемпіонату світу 1966 року в Англії.

## Кар'єра тренера
Розпочав тренерську кар'єру, повернувшись до футболу після невеликої перерви, 1980 року, очоливши тренерський штаб клубу «Реджяна».
В подальшому очолював команди клубів «Фоджа», «Ліворно», «Барлетта», «Сієна», «Монтеваркі», «Ланероссі», «Тревізо», «Болонья» та «Баракка Луго».
Наразі останнім місцем тренерської роботи був клуб «Фіорентина», в якому Романо Фольї був одним з тренерів головної команди до 2000 року.
| Дата       | Місто     | Господарі      | Результат | Гості             | Турнір                   | Голи | Примітки      |
| ---------- | --------- | -------------- | --------- | ----------------- | ------------------------ | ---- | ------------- |
| 13/12/1958 | Генуя     | Італія         | 1 – 1     | Чехословаччина    | Кубок Центральної Європи | -    |               |
| 25/04/1961 | Болонья   | Італія         | 3 – 2     | Північна Ірландія | товариський матч         | -    |               |
| 02/12/1962 | Болонья   | Італія         | 6 – 0     | Туреччина         | Відбір до ЧЄ 1964        | -    |               |
| 11/04/1964 | Флоренція | Італія         | 0 – 0     | Чехословаччина    | товариський матч         | -    |               |
| 10/05/1964 | Лозанна   | Швейцарія      | 1 – 3     | Італія            | товариський матч         | -    |               |
| 05/12/1964 | Болонья   | Італія         | 3 – 1     | Данія             | товариський матч         | -    | вийшов на 46' |
| 01/05/1965 | Флоренція | Італія         | 4 – 1     | Уельс             | товариський матч         | -    |               |
| 16/06/1965 | Мальме    | Швеція         | 2 – 2     | Італія            | товариський матч         | -    |               |
| 23/06/1965 | Гельсінкі | Фінляндія      | 0 – 2     | Італія            | Відбір до ЧС 1966        | -    |               |
| 27/06/1965 | Будапешт  | Угорщина       | 2 – 1     | Італія            | товариський матч         | -    |               |
| 14/06/1966 | Болонья   | Італія         | 6 – 1     | Болгарія          | товариський матч         | -    |               |
| 19/07/1966 | Мідлсбро  | Північна Корея | 1 – 0     | Італія            | ЧС 1966 - 1-й етап       | -    |               |
| 01/11/1967 | Козенца   | Італія         | 5 – 0     | Кіпр              | Відбір до ЧЄ 1968        | -    |               |
| Усього     |           | Матчів         | 13        |                   | Голів                    | 0    |               |

## Титули і досягнення
- Чемпіон Італії (1):

«Болонья»: 1963–64
- Володар Кубка європейських чемпіонів (1):

«Мілан»: 1968–69
- Володар Міжконтинентального кубка (1):

«Мілан»: 1969